# Thomas Lacey
Thomas Lacey (22 settembre 1993) è un attore, cantante e ballerino australiano, meglio conosciuto per aver interpretato Benjamin "Ben" Tickle in Dance Academy.

## Biografia

### Giovinezza
Thomas ha iniziato a ballare dall'età di due anni, prima ballando alla Mays Down School of Dance.

### Carriera
Nel 2000 esordisce come attore teatrale nella produzione di The Magic Faraway Tree. In seguito ha recitato nelle produzioni di The Music Man, Bye Bye Birdie, Oklahoma!, The Wizard of Oz, Cantando sotto la pioggia e Oliver!.
Nel 2011 Thomas venne scelto per interpretare il ruolo di Benjamin "Ben" Tickle nella serie televisiva Dance Academy. Più di recente, Lacey ha interpretato il ruolo di protagonista nella versione musical di Ballroom - Gara di ballo messa in scena da Baz Luhrmann.

## Filmografia
- Blue Heelers - Poliziotti con il cuore (Blue Heelers), nell'episodio "One for the Road" (2005)
- Winners & Losers (2012) Serie televisiva
- Dance Academy (Dance Academy) (2010-2013) Serie televisiva
- Dance Academy - Il ritorno (Dance Academy: The Movie) (2017)